# Titanethes albus
Titanethes albus är en kräftdjursart som först beskrevs av Koch 1841.  Titanethes albus ingår i släktet Titanethes och familjen Trichoniscidae. Inga underarter finns listade i Catalogue of Life.